# サクサク土曜日 中邨雄二です
『サクサク土曜日 中邨雄二です』（サクサクどようび なかむらゆうじです）は、朝日放送ラジオ（ABCラジオ）で2012年1月7日から毎週土曜日の早朝に放送されている生ワイド番組。朝日放送テレビ（2018年3月31日までは朝日放送）アナウンサーの中邨雄二による冠番組で、2014年10月5日以降は放送枠を基本として7:00 - 9:30（JST）に設定している。

## 概要
ABCでテレビ・ラジオを通じてスポーツ中継を主に担当している中邨が、『大平シロー、中邨雄二の笑たま』の終了（2007年3月）以来4年9ヶ月振りに通年でパーソナリティを務めるラジオの生放送番組。中邨と同じ滋賀県出身の林智美が、前番組の『ようこそ!伊藤史隆です』に続いてアシスタントを担当している。
ABCラジオでは2009年7月11日から、伊藤史隆（中邨と同期入社の朝日放送アナウンサー）と林のコンビで、毎週土曜日の7:00 - 10:00にワイド番組『ようこそ!伊藤史隆です』を生放送。伊藤は、2011年10月から『キャスト』（平日夕方にABCテレビで放送される関西ローカルのニュース番組）のメインキャスターに起用されてからも、土曜日に同番組のパーソナリティを続けてきた。
しかし伊藤は、朝日放送報道局の方針で、2012年1月からニュースキャスターとしての活動にほぼ専念。土曜日にも緊急事態に備えて待機する必要が生じることから、ABCラジオでは『ようこそ!』を2011年12月31日の放送で終了させた。このような事情から、当番組では『ようこそ!』から番組構成や一部の企画を引き継いでいる。ただし実際には、テーマソングを「上を向いて歩こう」（原曲歌唱・坂本九、作曲・中村八大）の吹奏楽バージョンに変更。同番組に比べて音楽が流れる機会は少ないものの、中邨が趣味のアニメについて熱く語りがちなため、そのアニメにちなんだ楽曲を随時流している。放送2周年を迎えた2013年7月からは、中邨・林による自由闊達なトークを、放送中に「行き先不明のトーク」と称するようになった。その後「サクサク 9時からリクエスト」の項でも見られるように、「トーク主体の番組で曲をかけて聴取者からの評価が下がった」ことを理由に番組内で曲がかかることはほとんどなくなっている。
番組タイトルの「サクサク」は、タイトルを決めるための会議が煮詰まった際に、ABCラジオの女性スタッフだった吉田詩織（担当当時の愛称は「眠り姫」）が「サクサク（軽快に）行きましょう」と言ったことがきっかけとされる。タイトルの題字には、中邨のトレードマークである花形満風のヘアスタイル、眼鏡を掛けた目、口をあしらったイラストを組み込み、「中邨」の姓には、ふりがなが振られている。
2012年9月からは一時、「さくっとレンタル大作戦」を実施。中邨や林に1日限定で手伝って欲しいことを、リスナーから募集していた。2014年4月5日からは、阪神タイガースの現役選手時代から中邨と親しい桧山進次郎（朝日放送野球解説者）をレギュラーに加えたうえで、「桧山の俺をしんじろー!!」というコーナーを放送している。
なお、ABCラジオでは2014年10月改編で、毎週土曜日の7:00 - 7:30に自社制作（2019年9月までJRN10局ネット）による事前収録番組『道上洋三の健康道場』を放送。そのため、当番組では同年10月4日放送分から、放送時間を7:30 - 10:00に変更した。2021年4月からは、「言葉で朝を元気に!」というコンセプトを打ち出している。
2024年10月5日からは、放送時間を変えないまま、放送の順番を『Sunstar presents　浦川泰幸の健康道場プラス』（『道上洋三の健康道場』の後継番組として2022年4月8日から関西ローカル向けに編成）と入れ替え。当番組を毎週土曜日の7:00 - 9:30、事前収録番組の『健康道場プラス』を9:30 - 10:00に放送している。
ちなみに、放送の順番を『健康道場プラス』と入れ替える前は、当番組の本番を終えてから『征平・吉弥の土曜も全開!!』（当時の後枠番組）の生放送を始めるまでの1分間（9:59）をステーションブレイクに充てていた。放送順の入れ替え後は、『土曜も全開!!』の放送枠（10:00 - 12:00）を据え置いたまま、当番組からステーションブレイクをはさまずに『健康道場プラス』へ直結するようになった。このため、当番組での実際の放送時間は、入れ替え前から1分増えている。

## 放送時間
毎週土曜日7:00 - 10:00（2012年1月7日 - 2014年9月27日）→ 7:30 - 10:00（2014年10月4日 - 2024年9月28日）→ 7:00 - 9:30（2024年10月4日 - 、いずれもJST）
- ABCラジオで全国高等学校野球選手権大会を4試合中継する日には、放送時間を短縮（2014年までは7:00 - 8:00、2015年以降は7:30 - 7:56）。中邨はこの期間に、当番組の生放送を終えてから、高校野球またはプロ野球の中継へ出演している。
  - 2014年8月9日（土曜日）には、第96回全国高等学校野球選手権大会の開会式および第1日（1回戦3試合）の中継を9:00から実施することを前提に、当番組の放送を8:56で終了する予定だった。しかし、平成26年台風第11号が近畿地方へ接近していたため、大会本部では当日の6:00に大会の日程を2日間順延することを決定。当番組では急遽、10:00までのレギュラー放送に変更したうえで、台風関連の情報を中心に放送した[5]。なお中邨は、当番組に続いて、『サマースペシャル』（中継予定の試合が中止になった場合の代替番組）の第1部（10:00 - 12:15）[6]でも後輩アナウンサー・上田剛彦と共にパーソナリティを務めた。
  - 2017年8月19日（土曜日）には、第99回全国高等学校野球選手権大会の休養日に充てられることが想定されていたため、フルバージョンとしての放送を予定していた。しかし実際には、8月7日（開幕日）と8月15日予定分の試合が、荒天によって延期。その影響で19日に4試合が組み込まれたため、当番組では短縮版を放送した。
  - 2018年の第100回全国高等学校野球選手権記念大会期間中の土曜日には、当日予定の全4試合とも中止する場合に、本来の後枠番組『征平・吉弥の土曜も全開!!』（10:00 - 12:00、大会期間中は休養日や午後開始の決勝と重なる場合を除いて休止）の放送枠を吸収する格好で、当番組の放送枠を7:30 - 12:00に拡大することを予定していた。しかし実際には、期間中の土曜日（8月11日・18日）にいずれも第1試合から全試合が開催されたため、当番組は上記の短縮版で対応した。ただし、土曜日に予定されていた全試合の中止が決まった場合に当番組を12:00まで放送する体制は、2019年以降の大会開催年にも維持されている。
  - 第103回全国高等学校野球選手権大会が開催された2021年には、8月9日（月曜日・山の日の振替休日）に設定されていた開幕日（中邨が開会式ラジオ中継の実況を担当）が1日順延されるなど、台風の接近や長雨の影響で大会のスケジュールが大幅に変更されていた。8月14日（土曜日）には、予定されていた全4試合の雨天中止が前夜（13日）に決まったことを受けて、当番組の放送枠を前述の体制に沿って4時間半（7:30 - 12:00）にまで拡大。中邨が前々日（12日）に還暦（60歳）を迎えたことを踏まえて、「祝!還暦!中邨雄二ハッピーバースデースペシャル!」として、番組史上最も長い時間の生放送に至った。
    - 朝日放送グループでは60歳が正社員の定年に当たるが、中邨はグループの内規に沿って2021年度末（2022年3月31日）まで朝日放送テレビに正社員として所属した後に、2022年度（同年4月1日）から嘱託契約の「シニアアナウンサー」へ移行。当番組にには、移行の翌日（4月2日）以降も出演を続けている。

## 出演者
- 中邨雄二（朝日放送テレビアナウンサー→シニアアナウンサー、メインパーソナリティ）
  - 『ようこそ!伊藤史隆です』でも、番組内の『ABC朝日ニュース』に「ニュースデスク」の肩書で出演したり[7]、伊藤の代役でパーソナリティを務めたりしていた。スポーツアナウンサーとしての活動も続けるため、2012年度以降のプロ野球シーズンには、土曜日に当番組の生放送を終えてから野球中継の実況を務めたり[8]、前日（金曜日）のナイトゲーム中継で実況を担当してから当番組の生放送に臨んだりすることがある[9]。
  - 2018年4月からは、当番組より放送時間が早い『おはようコールABC』（朝日放送テレビ平日早朝の生放送番組）でも、火曜日にスポーツコメンテーターとして出演。2020年4月から金曜日への出演も始めたため、同番組が終了する10月2日までは、プロ野球中継での実況の機会を関西圏の球場における阪神・オリックスのホームゲームに事実上限定していた。
  - 2020年5月30日・6月6日には、ゲストとして収録に参加していた『道上洋三の健康道場』[10]が放送されたため、放送上2番組連続で登場した。
  - 2021年の2月第3・4週には、18日（木曜日）の『ABCニュース』（シフト勤務）を皮切りに、20日の当番組や21日（日曜日）の『ABCニュース』担当をはさんで、翌週（27日）の当番組までABCラジオの生放送番組に10日連続で出演。その間には、19日（金曜日）の『ラジオで虎バン!』と23日（月曜日） - 26日（金曜日）の『おはようパーソナリティ道上洋三です』（『おはパソ』）でパーソナリティ代理を務めていた。道上が脳梗塞の発症（同年9月11日）に伴って入院加療とリハビリに専念してからは、2022年3月まで基本として毎週火曜日に『おはパソ』のパーソナリティ代理を務めているが、当番組にも引き続き出演。
  - 2023年12月16日には、体調不良から発声が長時間の生放送に耐えられない状態に陥ったため、当番組史上初めてスタジオへの出演を見合わせた。実際には自宅からオープニングパートにのみ電話で事情を説明していたものの、スタジオでは伊藤が全編にわたってパーソナリティを急遽代行。『ようこそ!伊藤史隆です』の終了以来12年振りに、林とのコンビで土曜日早朝の生放送を取り仕切った。
    - 伊藤の代演は、朝日放送テレビシニアアナウンサーへの移行（同年4月）から「支配人」として携わっている神戸新開地・喜楽館で開催予定の落語会の告知を目的に、当日の11時台に林家染八と揃って『土曜も全開!!』へ出演することが決まっていたことにもよる。実際には、当番組に続いて『土曜も全開!!』へ出演した後に、喜楽館で支配人としての職務に就いている。
- 林智美（アシスタント、『ようこそ!伊藤史隆です』から続投）
  - 『ようこそ!伊藤史隆です』で"音楽監督"も務めていたことから、当番組でもお勧めの楽曲を放送中に流している。
  - 2013年8月31日放送分では、夏期休暇のため休演。北川智美がアシスタント代理を務めた。
  - 2019年6月15日放送分では、発声がままならないほど声帯を痛めながら全編に出演。放送上は、中邨がアシスタントの役割も担った。
  - 2024年2月24日には、中邨曰く「拠ん所の無い事情」につき休演。当番組の開始前（朝日放送のテレビ・ラジオ兼営体制時代）に『大平シロー、中邨雄二の笑たま』（土曜日で当番組より後の時間帯に放送されていた生ワイド番組）で中邨と共演していた松山薫が、アシスタント代理を務めた。ただし、通常は林が原稿を読んでいる番組内の「ABC天気予報」と、林が担当している「ABCニュース」「ABC天気予報」担当者への呼び掛けについては中邨が代行。
- 桧山進次郎（朝日放送野球解説者、元・阪神タイガース外野手、2014年4月5日 - 、基本としてオープニングから8:30頃まで出演）
  - 1992年から、2013年に現役を引退するまで、一貫して阪神でプレー。当番組で初めて、ラジオ番組にレギュラーで出演している。
  - 当番組にはオープニングパートから途中までしか出演していないが、出演の時間帯を年々延長している。
    - 2022年3月26日放送分までは、8:30頃（後述する冠コーナー「桧山の俺をしんじろー!」）で出演を切り上げていた。土曜日の9:30から生放送の『教えて!ニュースライブ 正義のミカタ』（ABCテレビの放送番組、以下『正義のミカタ』と略記）にも、2021年3月27日までコメンテーターとして出演していたことによる。ABCテレビの特別編成によって『正義のミカタ』の放送を休止していた日には当番組への出演時間を随時延長していた[11]が、降板の翌週（2021年4月3日）以降のレギュラー放送でも、スペシャルゲストを迎える週を除いて8:30頃に出演を終えていた。
    - 2022年4月2日放送分からは基本として、8時台の後半（中邨によるニュース解説コーナー「雄二ジャーナル」を放送している時間帯）にいったん中座したうえで、9時の時報前から9時台の前半（後述する「9時川」）まで出演。中座している間や出演後には、「ワクワク土曜日　桧山進次郎です」と称して、twitter上の番組公式アカウント向けの動画撮影に臨んでいる。ただし、『正義のミカタ』に「ゲストコメンテーター」として出演することが決まっている日には、レギュラーコメンテーター時代と同じく8:30頃を目途に出演を切り上げる。

  - 中邨と同様に、当番組の放送前夜や、当番組への出演（2020年までは『正義のミカタ』の本番終了）後に阪神の関西圏主催試合中継へ出演することもある[12]。
  - 全国高等学校野球選手権大会の期間中には、夏季休暇に充てる関係で休演するパターン[13]か、休暇明けの短縮版に最後まで出演するパターン[14]のいずれかで対応している。

ちなみに、中邨の後輩アナウンサーである塚本麻里衣・北條瑛祐も、以下の経緯から「サクサクファミリー」のメンバーとみなされている。
- 塚本・北條とも、アナウンサーとしてのシフト勤務の一環で、番組内の定時ニュース（『ABCニュース』）を不定期で担当。ニュースの前後に、中邨・林とフリートークを展開することもある。
- 塚本は、林が新婚旅行[15]のため休演した2016年2月20日放送分でアシスタント代理を初めて担当。林自身は、翌週（同月27日）の放送へ出演すると、結婚を初めて公表した。塚本は2023年9月16日にも、体調不良を理由に出演を見合わせた林に代わってアシスタントを代行。
  - 平昌オリンピックが開かれた2018年2月には、朝日放送（当時）代表のリポーターとして、塚本が9日から15日まで前半戦を取材。その関係で、同月10日の当番組では、開催地の平昌から電話で「サクスポ!」（7時台のスポーツコーナー）に出演した。後半戦で派遣された川添佳穂（当時の後輩アナウンサー）も、同月17日の「サクスポ!」で電話リポートを送っている。
- 北條は、林がインフルエンザに罹患した影響で休演した2017年2月4日放送分で、アシスタント代理を初めて担当。ただし、実際には、通常の放送で林が担う役割（天気予報や提供クレジットの読み上げなど）を中邨が兼ねていた。その一方で、中邨と同じくスポーツアナウンサーであることから、林が復帰した翌週（同月11日）放送分にも阪神の沖縄一軍キャンプの電話リポートで出演した。
  - 中邨からの発案がきっかけで、当番組へ出演する場合には、名前（瑛祐＝えいすけ）と秋田Aスケ・Bスケにちなんで「北條B佑（びーすけ）」と称している。ちなみに、2017年6月4日（日曜日）に『ABCフレッシュアップベースボール』として放送された阪神対北海道日本ハムファイターズデーゲーム（甲子園）中継では、テレビ・ラジオの阪神戦中継で初めて「サクサクファミリー」の同時出演（実況：中邨、ベンチリポーター：北條、解説：桧山）が実現した[16]。

## 主なコーナー
- オープニングでは、週替わりのテーマで、リスナーからメッセージを募集。中邨は「今朝も10時までレッツ・ラ・ゴー!」という決まり文句で、トークを締めくくっている。エンディングでは、当日の放送で中邨・林の印象に最も強くメッセージを改めて紹介。該当するメッセージを投稿したリスナー1名に、「中邨智美賞」を進呈している。
- ラジオネームで投稿されたメッセージを放送中に取り上げる場合には、平日に当番組と同じ時間帯で放送されている『おはようパーソナリティ道上洋三です』と同じく、ラジオネームの読み替えを実施。投稿者の居住自治体名・年代・性別を組み合わせた呼称（「大阪市30代の女性」など）で紹介している。
- 2015年7月以降の放送では、オープニングから後述の「桧山の俺をしんじろー!!」までの放送中に、桧山がイラストを作成。リスナーからは、イラストの「お題」も受け付けている。
  - 当初はイラストの画像を、本番を終えてから「サクサク日記」（当番組公式サイト内のブログ）で公開。2019年のプロ野球シーズンには、前日に阪神が勝利した場合にのみイラストを描く趣向に変えていた。
  - 桧山が9時台の冒頭（後述する「9時川」）にも出演するようになってからは、リスナーから寄せられた「お題」を伏せたままイラストを作成する一方で、中邨・林とのやり取りから「お題」の正体をリスナーに推測させるクイズを作成中に出題。放送上は前述した事情で「桧山の俺をしんじろー!!」から9時の時報前（8:55頃）まで中座しているため、同コーナーの終了直後に「お題」の正体とイラストの特徴を明かしたうえで、イラストの画像をtwitter上の番組公式アカウントで公開している。
- 2018年10月26日までは、リスナーから募集するメッセージのテーマを、当日のオープニング直後に発表していた。同日放送分のエンディングからは、翌週の放送で取り上げるメッセージをあらかじめ伝えたうえで、翌週の放送中まで1週間にわたってメッセージを募集。2020年9月5日から、放送当日のオープニングで発表する方式に戻している。
- 2024年10月からは、放送開始の時刻を7:00に戻す一方で、前月（9月）まで放送されていたコーナーの大半を継続。実際には、放送時間をおよそ30分繰り上げるか、放送の順番を入れ替えるか、放送時間の繰り上げに応じてコーナータイトルを改める程度の変更にとどめている。

### 現在

#### サクスポ! →　サクすぽ
『おはようパーソナリティ』シリーズの「スポーツの話題」に相当するコーナー。2014年9月27日までは7:30頃から7:50頃まで、2016年3月26日まではオープニング後のCM明けから7:50頃まで、2019年3月30日から2024年9月28日までは7:50頃から8時の時報をはさんで8:10頃まで放送していた。2024年10月5日以降は、7:30頃からの放送に戻す一方で、タイムテーブルなどでのコーナー表記を「サクすぽ」に変更。
中邨はスポーツアナウンサーでありながら、根っからの阪神ファンであることをかねてから公言している。このため、『おはようパーソナリティ道上洋三です』へ出演していた時期の道上洋三と同じく、前日に阪神の公式戦があった場合には、結果次第で話のトーンが大きく変わる。一方の林は、サッカー関連に造詣が深いこともあり『ようこそ!』と同じく、後半でサッカー関連の話題を紹介することが多い。
桧山は2014年9月27日まで、当コーナーから出演。同年7月5日放送分からは、プロ野球シーズン中の放送前日の試合で阪神が勝った場合に、「スポーツの話題」での道上と同じく「六甲おろし」を歌っている。この場合には、中邨が（自分の氏名を名乗るなど）合いの手を入れることが「お約束」と化している。
2020年頃からは、番組内の定時ニュースを担当するアナウンサーが伊藤史隆（朝日放送テレビの「シニアアナウンサー」へ移行した一方で神戸新開地・喜楽館の支配人を兼務する2023年4月以降も随時出演）を初めとする男性（同局の正社員からは主に北條・柴田博・上田剛彦）の日に、担当アナウンサーが中邨からの呼び掛けに応じる格好で直近（7:45頃）のニュースの後にスタジオへ登場することが（緊急時や異常気象の発生時などを除いて）相次いでいる。
両親が広島県の出身者である上田は、当コーナーのみ中邨から「上田鯉太郎」と呼ばれていて、「鯉」を意味する英語（Carp＝カープ）をチーム名に使用している広島東洋カープ関連の情報を随時紹介していた。もっとも、上田自身は東京都の出身で、2024年6月に朝日放送テレビ社内の人事異動でアナウンス職を離れた。
若手アナウンサー（旧朝日放送）時代に中邨の下でスポーツ担当を一時経験していた柴田は、同局の番組やキャンペーンで「阪神ファン」を標榜していながら出身県（神奈川県）内に本拠地を置く横浜DeNAベイスターズを前身球団の時代から応援している関係で、中邨からの求めに応じてベイスターズ関連の情報を伝えている。さらに、大野雄一郎（伊藤・中邨・北條の後輩に当たる神戸市出身のスポーツアナウンサー）が定時ニュースの担当を兼ねて出演する場合には、中邨が大野を「大野中日郎」と呼んでいた。大野自身は中日ドラゴンズのファンではないことを公言しているが、中邨によれば、同姓の大野雄大（桧山と同じ京都市出身の投手）が中日へ在籍していることにちなんで「大野中日郎」と命名したという。なお、大野は2024年9月30日付で朝日放送テレビを退社。
朝日放送テレビが大仁田美咲と小櫃裕太郎をアナウンサーとして採用した2023年には、7月21日の夜間から両者の宿直研修に北條が立ち会っていた関係で、翌22日放送分の当コーナーに3人揃って出演。大仁田と小櫃をリスナーに紹介するための出演で、大仁田は当日に7時台・小櫃は9時台の「ABCニュース」も担当した。

#### 朝刊拾い読み　→　雄二ジャーナル
放送開始から2014年9月27日までは、「朝刊拾い読み」として、7:20頃から7:30頃まで放送。放送日に発行された全国紙の朝刊から、数本の記事を中邨が紹介したうえで、林と共に意見を交わし合った。「桧山の俺をしんじろー!!」を開始した2014年4月5日放送分では、「サクスポ!」と統合したうえで、「サクニュー&サクスポ!」として編成。しかし、わずか1回で元の構成に戻している。
放送時間の短縮を機に消滅したが、ニュースを扱う企画自体は「桧山の俺をしんじろー!!」のリニューアルで事実上復活。当コーナー自体も、2016年4月2日放送分から、8時台の前半（「ぱちぱちプレゼント」の直後）で再開した。
2016年11月12日からは、「雄二ジャーナル」として8時台の後半に放送。かつてABCラジオで放送されていた『竹村健一のずばりジャーナル』（ニッポン放送制作）を意識した構成で、放送当日の全国紙朝刊に掲載された記事から、第1面の記事を中心に中邨が気になった数件のニュースを詳しく紹介する。
『ずばりジャーナル』のパーソナリティだった竹村健一が2019年7月8日に89歳で永眠したことから、同月13日放送分の「雄二ジャーナル」では、冒頭で竹村の訃報を中邨が報告。コーナー開始の経緯を改めて紹介するとともに、中邨が生前の番組で視聴者として感じた竹村の印象を語ることによって、竹村への弔意を示した。
その一方で、2023年8月26日には「雄二ジャーナル　特別編」と銘打って、中邨が神戸新開地・喜楽館を訪れた際に収録した音源を放送した。伊藤が朝日放送テレビでの職務と並行しながら、同年4月から喜楽館の支配人を務めていることによるもので、伊藤も通常の生放送と違って「支配人」の立場で出演。「神戸新開地・喜楽館AWARD」（自身の発案による上方落語のコンテスト）が第1回（2023年分）の「予選会」（翌9月に喜楽館で4日間にわたって開催）の審査員をリスナーから募集していることなどを告知していた。中邨曰く「喜楽館が所在する新開地（神戸市兵庫区）を訪れたことは、『特別編』の収録が初めて」だったことから、館内での収録後には、伊藤の案内で喜楽館の界隈を行脚。その様子を収録した音源を、翌週（9月2日）の当コーナーで「特別編の続編」として放送した。
2024年9月28日までは基本として中邨と林だけで進行していたが、翌週（10月5日）からの放送時間繰り上げに伴って、放送枠を「スポーツの話題」の直後（7時台の後半）に変更。放送週によっては、桧山やニュース担当のアナウンサーも同席するようになった。

#### 桧山の俺をしんじろー!!
桧山のレギュラー出演開始を機に、8時台の前半（「朝刊拾い読み」→「雄二ジャーナル」前後の時間帯）で放送。桧山が世間の森羅万象に鋭く斬り込むとともに、視聴者から寄せられた相談に答える。また、オープニングでは必ず、自身の名前（進次郎）にちなんで「信じろ」（若旦那の楽曲）のサビを独唱している。2024年10月5日以降は、放送時間の繰り上げに伴って「雄二ジャーナル」の後（8:00前後）に放送。
桧山は、『正義のミカタ』にレギュラーでコメンテーターを務めていた時期に、原則として当コーナーまで出演。当コーナーで、料理の腕前を披露することもある。なお、桧山が出演しない場合には、ニュース特集や特別企画などに差し替える。
2015年7月25日放送分から、コーナーの内容をリニューアル。直近の1週間に報じられたニュースについて、桧山や視聴者から寄せられた疑問を基に、中邨が背景を解説していた。さらに、「朝刊拾い読み」の復活を前に、2016年3月26日放送分からマイナーチェンジを敢行。「ニュースでコント」と題して、当日の主題にちなんだラジオコントを中邨・林・桧山が披露していた。なお、林が休演した際の放送（前述）では、アシスタント代理の北條がコントに加わっていた。
放送内容は自由度が高く、堀北真希の結婚をニュースとして取り上げたり、番組イベント（後述する「ABCラジオ スプリングフェスタ2016」や林の結婚披露宴など）の告知や報告に当てたりすることもある。また、年内最後の放送では、「白白（はくはく）歌合戦」と称して中邨と桧山がカラオケによる十八番の歌唱で対決。大晦日の夜に他局で放送されている歌合戦と同じく、両者の歌唱後にリスナーから投票を受け付けたうえで、林が得票巣の多い「勝者」と総得票数を本編のエンディングパートで発表している。2023年に入ってからは、野球に関する専門的な質問をリスナーから募ったうえで、その一部（1週当たり2問程度）に桧山が答える企画（「教えて!桧山先生」）にほぼ特化。
ちなみに、ABCラジオで2023年6月22日（同年のセ・パ交流戦最後の予備日に当たる木曜日）の17:55 - 21:00（本来は『ABCフレッシュアップベースボール』ナイトゲーム中継の基本放送枠）に編成された『ABCフレッシュアップベースボール　ラジオで虎バン!スペシャル』（桧山・田渕麻里奈・中邨の後輩アナウンサーである高野純一の出演による生放送番組）では、「桧山のアレをしんじろー!!」（同年のレギュラーシーズン開幕からセ・パ交流戦までの阪神の戦い振りや阪神選手の活躍を『フレッシュアップベースボール』での実況音源とともに振り返る企画）を再三にわたって放送。放送に際しては「当番組からの承諾をあらかじめ得た」とのことで、企画が始まるたびに桧山が「信じろ」のサビを熱唱していた。

#### 9時川（くじせん） → 過ぎ川（すぎせん）
2019年4月6日から開始した出会い頭方式の川柳投稿コーナーで、2024年9月28日までは、「9時川」というタイトルで9時の時報直後に放送。ABCラジオのタイムテーブルでは、「（午前）9時に詠む川柳」という意味で「9時川」と表記した版と、「九時セン」と表記した版が混在している。
通常の川柳投稿企画と違って、川柳の上の句と下の句を、中邨があらかじめ「お題」として提示。リスナーからは、「お題」に見合った7文字分の中の句を募集する。放送中には、中邨が上の句を詠んだ後に、リスナーから寄せられた中の句から1句を林が籤（くじ）引きで決定。中の句を林、下の句を中邨が詠んだ後に、出来上がった川柳を中邨が即興で解説する。
1回の放送で4句を紹介した後に、中邨が「今日の優秀9時川」を1句選出。毎月最終週の放送では、当該月の「今日の優秀9時川」から、中邨が「最も面白い」と感じた1句を「マンスリー9時川」に選ぶ。「マンスリー9時川」の中の句を投稿したリスナーには、川柳にちなんだプレゼントを進呈。いずれの趣向も、川柳を「お題」として提示している点と「1作品あたりの投稿者は1名」という点を除けば、『桑原征平粋も甘いも』（ABCラジオの「ABCパワフルアフタヌーン」枠で放送中の生ワイド番組）の「粋甘流☆美女と野獣NEO」（2021年9月まで水曜日の13時台後半に放送されていた大喜利方式の投稿コーナー）とほぼ共通している。
8月分の「マンスリー9時川」については、高校野球中継との兼ね合いで他の月より当コーナーの放送回数が少ないことから、9月分と合わせて同月最後の放送で選考する。ただし、甲子園高校野球交流試合が組まれた2020年には、8月にも「マンスリー9時川」を選出した。
2021年8月14日放送分の「祝!還暦!中邨雄二ハッピーバースデースペシャル!」では、放送時間が4時間半に及んだことから、「9時川」に加えて10時台の冒頭に「10時川（じゅうじせん）」を急遽組み込んだ。
2022年4月2日放送分からは、桧山がこのコーナーまで出演。中邨と林が詠み上げた句に対して、独特の解釈を披露するようになった。また、この年からは、高校野球中継との兼ね合いで8:56までの短縮放送を実施する場合にも桧山を交えて放送。ただし、9時より前にコーナーを編成する関係で、コーナーのタイトルを放送開始時間に応じて変更していた（8時41分から放送する場合には「8時41分川」）。
2024年10月5日以降は、放送時間を「8時過ぎ」（8時台の前半）まで繰り上げるとともに、コーナーのタイトルを「過ぎ川」に改めている。「過ぎ川」には「8時過ぎに詠む川柳」という意味が込められているが、コーナーの趣旨や参加方法は「9時川」時代と変わっておらず、桧山も「過ぎ川」まで出演している。

#### 雄ちゃんのおしゃべり宝箱
思い入れの深いアニメやテレビドラマを中心に、中邨が週替わりのテーマでマニア好みのトークを展開するコーナーで、9時台の前半に放送。放送週によっては、映画監督・俳優・プロレスラーなどの著名人に対するインタビューを放送することもある。
番組開始当初から2014年3月29日までは8時台の前半、2014年4月から2024年9月までは9時台の中盤、2024年10月以降は8時台の後半に編成。2019年4月からは、ゲストを招く場合を除いて、週ごとに以下のテーマで放送している。
- 第1週：お勉強（林の好きな動物の雑学を紹介する企画・「おバカ珍回答」のドリル本に掲載されている珍回答を林に予想させる企画など）
- 第2週：「みんな大好き三国志」（中邨の愛読書である『三国志』の一節を主に本人が朗読）
- 第3週：中邨にとって思い入れの深いドラマ・アニメ映画・小説のあらすじ（第2週に続いて『三国志』を取り上げる場合あり）
- 第4週：中邨にとって思い入れの深い特撮映画のあらすじ（同上）
- 第5週：「雄ちゃんの朝の朗読カフェ」（2020年9月から、以前はテーマを設定していなかった）

2021年8月14日の「祝!還暦!中邨雄二ハッピーバースデースペシャル!」では、「雄ちゃんのおしゃべり宝箱　リターンズ」と称して、過去に当コーナーで扱った企画の再放送リクエストをリスナーから募集。その結果を基に、中邨が『宇宙戦艦ヤマト』のエピソードを自演した回から、1回分の音源を10時台に流した。
2022年10月第3週（15日）放送分では、テレビ・ラジオ兼営局である青森放送（ラジオ放送部門がABCラジオと同じくJRNとNRNに加盟している民放局）の伊東幸子アナウンサーが、電話を通じて当コーナーに出演した。伊東は東北福祉大学の卒業生（阪神の一軍監督を歴任した金本知憲・矢野燿大の1年後輩）で、大の阪神ファンであることを青森放送の番組などで公言しているほか、かねてから「radiko」のエリアフリーサービスを通じて中邨の野球実況や当番組を愛聴。「仕事柄ついやってしまうこと」というテーマでメッセージを募集していた同年9月17日の放送中に、「半熟熟女」というラジオネームで投稿したところ、このメッセージが実際に紹介された。実際には住所を記さずにメッセージを投稿していたことから、記念品（後述する「サクサクステッカー」）の送り先を放送後にスタッフが確認した際に、投稿の主が現役のアナウンサー（伊東）であることが判明。翌週（24日）の放送にも「髪はショートお箸はライト｣というラジオネームでメッセージを送っていたため、中邨が当日の放送中に正体と上記の経緯を明かしたうえで、青森放送との調整を経て伊東の生出演に至った。ちなみに、生出演に際しては、事前に収録した桧山から伊東へのメッセージ音源も放送。前述した「9時川」で当日に出されていた「お題」をベースに、中の句を伊東に詠ませる「伊東幸子川（いとうさちこせん）」というミニ企画も実施された。
2023年4月29日（昭和の日）からは、中邨単独の紀行ロケ企画「サクレポ」を不定期で編成。同年5月20日には、「中邨の幼馴染み」（中邨と同じ滋賀県甲賀市の出身で同級生）である森本栄浩（毎日放送のスポーツアナウンサー）をスタジオに迎えた。
2023年12月23日から2024年9月までの放送では、伊藤の「ABCニュース」担当日で「みんな大好き三国志」が組まれる場合に、本人が番組内最後（当時は9時台前半）の担当を終えてから「スペシャルゲスト」扱いで朗読へ参加することが相次いでいた（詳細後述）。声優（「大平透声優ゼミナール」の卒業生）でもある松山がアシスタントを代行していた2024年2月24日は、『三国志』の朗読企画を放送する週と重なっていた関係で、松山も朗読に参加している。もっとも、番組内最後の定時ニュース枠が当コーナーの後（8:50頃）に設定された2024年10月以降は、「みんな大好き三国志」などで構成が変わる可能性がある。

#### 土曜サスペンス劇場 女検事・林智美
放送週（または直近週）にラジオで放送されたプロ野球中継で（中邨や北條を含む）実況・ベンチリポート・ヒーローインタビュー担当の朝日放送→朝日放送テレビアナウンサーが犯したスポーツアナウンサーらしからぬ放送上のミス（言い間違い・勘違い・失言・似ていない解説者の声真似など）をサスペンスドラマのパロディ風に検証するプロ野球シーズン限定の企画で、2017年4月15日から9時台の後半で放送を開始。前述したミスについて当番組に寄せられた「タレ込み」（ミスが放送で流れた日時を含めたリスナーや中継スタッフからの指摘）を基に、当番組のスタジオを「法廷」に見立てながら、「検事」に扮した林が「容疑者」（ミスを犯したアナウンサー）を「つべこべうるさい!」という決め台詞で容赦なく問い詰める。元ネタは「火曜サスペンス劇場（火サス）」の1シリーズ『女検事・霞夕子』で、中邨が実況中に解説者との間で話が噛み合わなかったシーンを「交通渋滞」と称している。なお、2024年10月以降は、放送時間の繰り上げに伴って9時台の前半に編成。
「容疑者」によるミスを架空の罪状（「日本語知らない罪」「モノマネのクオリティが低い罪」など）に仕立てたうえで、リスナーから指摘されたシーンの実況音源を「証拠」として放送した後に、「容疑者」がミスを認めた時点で林が『run for money 逃走中』（フジテレビ制作・関西地方ではカンテレで放送）風に「～時～分（ミスを認めた時刻）、（『容疑者』のフルネーム。例えば中邨が『容疑者』の場合には『中邨雄二』）、確保!」と叫ぶことが特徴。中邨以外に複数のアナウンサーのミスが指摘された場合には、そのうち1名が「容疑者」として電話やスタジオに登場する一方で、中邨が「弁護人」に回る。ただし、リスナーや林が指摘したミスでも、当該中継プロデューサーの（「放送上必ずしも間違いとは言えない」「結果として当番組のPRにもつながっている」というニュアンスの）許容範囲にあれば「不起訴」として扱われる。
基本として『ABCフレッシュアップベースボール』（ABCラジオ）で放送された阪神戦中継を取り上げているが、同局が制作する阪神やオリックス・バファローズ主催試合の裏送り（関西地方ではなくビジターチームの地元ラジオ局向けに放送する）中継での発言が「告発」されることもある。このような「告発」も多数に上っていることから、中邨自身も裏送り向けの中継で実況を担当する際に、当番組で「告発」を受け付ける旨をさりげなく伝えるようになった。
また、当番組放送の翌週に中邨がABCテレビ・ラジオの阪神戦中継への出演を予定している場合には、出演予定日・中継カード・解説者名をエンディングで自ら紹介。当番組における林の失言や言い間違いについての指摘が寄せられた場合には、「特別本部長・サクサク雄作」（女検事・林智美の上司）という役回りで林を問い詰めている。なお、当該週の阪神戦中継で中邨の実況をめぐる「タレ込み」が通常より多い場合には、「雄ちゃんのおしゃべり宝箱」の全編や「桧山の俺をしんじろー!!」の後半も追及に充てている。桧山自身も、阪神戦中継と無関係の「タレ込み」によって、「桧山の俺をしんじろー!!」のサプライズ企画扱いで林から「起訴」されることがある。
中邨は、当コーナーが放送を重ねるにつれて、リスナーからの「告発」狙いの比喩やフレーズをあえて実況に盛り込んでいることをしばしば公言。このような姿勢が「起訴」の対象になることも相次いでいる。その一方で、「検事」の林は、他のアナウンサーより「告発」の件数が圧倒的に多い中邨を「ポンコツ雄二」、「告発」の対象になりそうな中邨の言動やリアクションを「ポンコツ」と呼んでいる。そのため、中邨が出演したスポーツ中継以外の番組での言動や行動が、当コーナー以外の時間帯（主にオープニングトーク）で弄られることも多い。これはあくまでコーナーが「プロ野球中継」に限定していることによる。
なお、中邨が実況陣に名を連ねる全国高等学校野球選手権大会のラジオ中継については、「（中継のカードに出場している）高校球児に失礼」との理由で、当初から「告発」を一切受け付けていない。もっとも、中邨が62歳の誕生日を迎える前日（2023年8月11日＝金曜日・山の日）の午後に第105回全国高等学校野球選手権記念大会2回戦・慶応対北陸のラジオ中継で実況に臨んでいたところ、「『中邨雄二』と『サクサク土曜日』が日本国内のX（twitter）トレンドワードランキングで一時上位に入る」という「事件」が初めて発生した。「中邨雄二」については、翌日（12日）以降もトレンドワードに入ることが相次いでいる。

##### 2017年
6月の「ABCラジオ スペシャルウィーク」期間中には、当コーナーからの派生企画として、「第1回アッカンデミー賞」を同月17日に放送。北條を選考委員長に迎えたうえで、この年のレギュラーシーズン開幕戦から放送前日までの阪神戦中継を対象に、放送時点で実況・リポートを担当する朝日放送のスポーツアナウンサー（中邨、楠淳生、伊藤、小縣裕介、山下剛、高野純一、平岩康佑、北條）によるミスや失言の音源から部門別の大賞を選出した（「ネコ実況部門」・「小ネタ部門」：中邨、「フレッシュアップボール部門」：北條、「名前を間違える部門」：平岩、「似てないモノマネ部門」：楠、「言っていることが意味不明部門」：伊藤）。さらに、部門別の大賞から北條が改めて選考した結果、中邨が「アッカンデミー大賞」に選ばれた。なお、前週の放送（6月10日）では、リスナーから「アッカンデミー大賞」受賞者の予想投票を受付。中邨を「大賞」に予想したリスナーから、抽選で豪華なプレゼントを贈呈した。
8月5日放送分では、中邨が7月31日（月曜日）に『バリシャキNOW』（RCCラジオ）内のコーナー「帰ってきたバリシャキめがね」へゲストで出演したことを受けて、「雄ちゃんのおしゃべり宝箱」で特別に当企画を放送。RCCから提供された同コーナー出演時の音源を流しながら、「検事」の林が「容疑者」の中邨を追及した結果、中邨が同コーナーで「RCC気象警報」をはさみながら「宇宙戦艦ヤマト」について30分ほど熱弁を振るったことが「RCCさんを困らせた罪」と認定された。
阪神がクライマックスシリーズで敗退したため、日本シリーズ開幕当日（10月28日）の「女検事・林智美フォーエバー」で、2017年分の放送を終了した。最終回では「番外編」として、「容疑者」として最も多く「告発」（通算20回・全87件）を受けた中邨の実況・ヒーローインタビュー音源から、中邨自身が選んだ「珠玉の実況」（他人には特に重大なミスを犯したように聞こえる5つのシーン）を改めて再生。そのうえで、番組スタッフの挙手によって、「実況未熟罪」が特に重いシーンを決定した。

##### 2018年
当初は、3月10日（土曜日）の当番組本番終了後に「星野仙一（1月4日に逝去した元・阪神一軍監督およびオーナー付シニアディレクター）への追悼試合」として甲子園球場で催される阪神対中日オープン戦のラジオ中継（実況：中邨、解説：桧山、スペシャルゲスト：道上）を放送することに伴って、翌週（同月17日）からの再開を予定していた。
しかし、2月24日の「サクスポ!」で川添による平昌オリンピックリポートを放送したところ、川添の言い間違いを「告発」するメッセージが、放送中にリスナーから相次いで寄せられた。このため、同日のエンディング間際に、当コーナーを急遽放送。川添の出演が「サクスポ!」だけであったことから、川添の上司に当たる中邨が、川添に代わって「（川添の）話をスルーして後輩（に当たる川添）の指導をしなかった罪」「話をちゃんと聞いていなかった罪」で「起訴」された。さらに、前述した追悼試合の翌週（3月17日）にはラジオ中継における自身の実況、レギュラーシーズンの開幕翌日（同月31日）にはプロ野球関連以外の番組（前日放送の『兵動大樹のほわ〜っとエエ感じ。』）へ出演した際の自身の発言をめぐって「起訴」されている。
レギュラーシーズンの放送では、中邨以外のスポーツアナウンサーもしばしば俎上に載せていた前年から一転。ベテランのスポーツアナウンサーながら実況中の珍言や言い間違いが目立つ中邨を（放送上）「ポンコツ」と称するとともに、実況や解説者とのやり取りで露呈した「ポンコツ」振りの「告発」と「起訴」に事実上特化している。もっとも実際には、中邨への「告発」があまりにも多かったため、レギュラーシーズンの終了後も放送を継続。ポストシーズン（10月20日）以降の放送では、「蔵出しスペシャル」と称して、レギュラーシーズン中に取り上げ切れなかった「告発」を1回につき1ヶ月分裁いていた。
6月30日放送分の「雄ちゃんのおしゃべり宝箱」では、同月13日にRCCで放送されたオリックス対広島戦（京セラドーム大阪）中継（実況：中邨、解説：中田良弘）での中邨の再三にわたる「ポンコツ」振りを特別に紹介。当該中継に立ち会ったRCCの関係者が編成部長経由で当番組のプロデューサーに「告発」したことによるもので、当該シーンの実況音源による検証の結果、中邨を「RCCさんと中田さんに迷惑を掛けた罪」で「起訴」した。

##### 2019年
西宮神社で「十日戎開門神事福男選び」が催された1月10日（木曜日）に、中邨が派手な色の私服（スキーウェア）姿で『おはようコール』の生中継向けに福男選びの模様を実況していたことへの「告発」が相次いだことを受けて、本来は「ともミラクル☆クッキング」（後述）を放送する予定だった1月12日に急遽第1回を開始。ABCラジオの他の生ワイド番組（『朝も早よから 芦沢誠です』『おはようパーソナリティ道上洋三です』）にも実況中継を見たリスナーから同様のメッセージが相次いで寄せられたことや、同僚アナウンサーの芦沢誠や道上が上記の担当番組でメッセージの一部をわざわざ紹介したことを踏まえて、中邨を「朝から（自分の私服のことで他番組の貴重な）尺（放送時間）を取らせてしまった罪」で「起訴」した。
令和時代最初の「ABCラジオ スペシャルウィーク」と重なっていた6月15日放送分では、「雄ちゃんのおしゃべり宝箱」との2部構成による中邨へのサプライズ企画として、「女検事・林智美スペシャル」を放送。声帯の痛みを抱えながら出演していた林が、この企画のみ通常どおり「検事」として進行した。同月9日（日曜日）の阪神対北海道日本ハムファイターズ戦ラジオ中継（HBCラジオとの相互ネット分）の実況における失言や、11日（火曜日）の『森脇健児のケンケン・ゴウゴウ!』の放送中に実施された「森脇健児のひとり感謝祭!福島1丁目階段ミニマラソン」で伊藤と共に実況リポートを担当した際の不手際（通過タイムの未計測など）をめぐって、リスナーから「告発」が相次いだことによる。
この年も「告発」の対象が中邨のプロ野球実況に事実上集中したため、ポストシーズンに入ってからは、前年に続いて「蔵出しスペシャル」を毎週放送。12月7日・14日には、2020年の初回放送で「アッカンデミー大賞」を発表することを前提に、大賞候補の実況音源を放送した。

##### 2020年
1月4日の初回放送で、「第3回アッカンデミー大賞」で前年に紹介できなかった候補の実況音源を流した後に、「解説者部門」のノミネート作品（中邨が実況・吉田義男が解説を担当した阪神戦の中継で、吉田が中邨の問い掛けに対して「そうです」という相槌を繰り返していた音源）を大賞に選んだ。
この年には年頭から、日本国内で新型コロナウイルスへの感染が拡大。その影響でNPBレギュラーシーズンの開幕が当初予定の3月20日から6月19日（いずれも金曜日）にまで延期されたため、延期期間中は「蔵出しスペシャル」を随時放送していた。さらに、開幕当初の中邨は実況の機会がオリックス戦の裏送り向け中継に限られたため、6月27日と7月17日の当コーナーでは、オリックス戦の裏送り向け中継での実況に対するリスナーからの「告発」をきっかけに「起訴」された。中邨が7月中旬から阪神戦中継の実況を再開してからは、吉田や赤星憲広が解説者として同席した中継を中心に、1回分の中継を数週にわたって取り上げる事態に至っている。

##### 2021年
2020年分の「告発」を2月6日放送分まで紹介した後に、NPBレギュラーシーズンの開幕翌日まで中断。中断期間中（2月20日から3月27日まで）は、「下剋上!挑・超・頂」（「挑・超・頂」は阪神の2021年チームスローガン）と称して、スタッフからの持ち込み企画を週替わりで放送していた。「下剋上!挑・超・頂」は「女検事・林智美」休止期間中の代替企画選びも兼ねていたため、中邨・林がスタッフの台本通りに進行したうえで、最後に採用の可否を判定した。
ただし、中邨が『おはようパーソナリティ道上洋三です』のパーソナリティ代理を務めた期間中（2月23 - 26日）の発言についてリスナーから大量の「タレ込み」が寄せられたことから、代理終了翌日（2月27日）の当番組では、オープニングから急遽当コーナーを放送した。NPBレギュラーシーズンの開幕第2週（4月3日）から、放送を本格的に再開。同日は、「桧山の俺をしんじろー!!」との2部構成で放送された。
ABCラジオで全試合を中継する第103回全国高等学校野球選手権大会が8月9日（月曜日）から開催されることに伴って、試合の開催が確定している土曜日に7:57（または8:57）までの短縮放送を実施することから、7月24日放送分でいったん中断。翌週（同月31日）からは、「夏の自由研究　効果音を作ろう」（リスナーからのリクエストなどに応じて「雄ちゃんのおしゃべり宝箱」用の効果音を制作する企画）を期間限定で編成している。その一方で、8月14日の「祝!還暦!中邨雄二ハッピーバースデースペシャル!」では、9時台・11時台の2回にわたって『女検事・林智美特別編』を放送した。
11月27日放送分で、年内の放送を終了。当番組が2022年1月で放送11年目に突入することを背景に、「バック・トゥ・ザ・サクサク」（リスナーからのリクエストなどに基づく同録音源の放送を通じて過去10年間の歴史を振り返る期間限定企画）を2021年12月に放送することから、エンディングでは同企画の告知を兼ねて「女検事・林智美」第1回の同録音源から中邨が秋山拓巳（阪神投手）へのヒーローインタビューで「起訴」されたシーンのダイジェスト音源を流した。なお、12月18日には「桧山の俺をしんじろー」内でも、桧山が当番組へ初めて出演した回のダイジェスト音源を「バック・トゥ・ザ・サクサク Part1」として流している（「Part2」では後述する「サクサク 9時からリクエスト」のダイジェスト音源を放送）。

##### 2022年
『おはようパーソナリティ道上洋三です』は道上に復帰の目途が立たないまま3月25日（金曜日）で終了することが決まったが、中邨は同月23日（水曜日）まで火・水曜日でパーソナリティ代理を継続。また、道上が脳梗塞を発症してから中断されていた『虹へ』（番組45周年記念テーマソング）の制作プロジェクトが最終回に向けて再開されたことを受けて、歌唱音源や「仮歌」（リスナーから募集する歌唱音源のサンプル）向けのレコーディングに参加していた。
一方の当番組では、2021年まで「女検事・林智美」を放送していた時間帯（9:40 - 9:50頃）に「バック・トゥ・ザ・サクサク」を1月29日まで放送してから、番組ステッカーのニューバージョン制作に向けたリスナー投票企画などをNPBレギュラーシーズンの開幕まで実施。3月5日放送分では、中邨が吹き込んだ『虹へ』の仮歌音源が同月2日（水曜日）から公開されたことを背景に、全編にわたってリスナーから募集するメッセージのテーマを「（自分で）歌いたい（曲）」に定めていた。ところが、中邨は3月8日（火曜日）の『おはようパーソナリティ道上洋三です』（『おはパソ』）でパーソナリティ代理を務めた際に、「歌いたいPart2」というテーマでメッセージを再び募集。寄せられたメッセージに記されていた楽曲の一節を放送中に次々と歌い上げたあげく、『贈る言葉』（海援隊）を熱唱している最中に本番が終わってしまった。さらに、2日連続でパーソナリティ代理を担当した翌9日（水曜日）の『おはパソ』では、前日の放送内容を踏まえてリスナーからのメッセージテーマを「反省しています」に決めていたにもかかわらず、「（中邨に）歌わせたい（曲）」という裏テーマを自身の独断で追加。裏テーマ向けのメッセージに記された楽曲を放送中に相次いで熱唱したばかりか、本番の直後に放送された『ドッキリ!ハッキリ!三代澤康司です』（『ドキハキ』）のオープニングトークで「中邨の歌声に（音声エフェクトで）エコーをかける」という『おはパソ』スタッフへの苦言を三代澤が呈したところ、中邨が『ドキハキ』を放送中のスタジオへ「乱入」する事態に至った。以上の事態をめぐってリスナーからの「タレ込み」が殺到したため、当番組では3月12日放送分で「女検事・林智美」を急遽復活。その結果、中邨は林から「よその番組でつべこべうるさい罪」で「起訴」されている。
NPBのレギュラーシーズンが3月25日（金曜日）から開幕することを前に、同月19日放送分から「女検事・林智美」を本格的に再開。シーズン開幕直後までの放送では、『おはパソ』での発言や熱唱をもっぱら俎上に挙げていた。中邨は3月31日の定年後も4月から「朝日放送テレビのシニアアナウンサー」として阪神戦中継の実況を予定していたが、4月中に『ABCフレッシュアップベースボール』で担当する予定だった試合が2度にわたって中止。同番組での阪神戦中継におけるシーズン初実況が5月25日（甲子園球場での対東北楽天ゴールデンイーグルス戦で福本豊が解説）にようやく実現したことを受けて、「女検事・林智美」を3日後（28日放送分）から復活させた。
その一方で、6月18日放送分の「桧山の俺をしんじろー」では、桧山も俎上に挙げられた。「『ABCフレッシュアップベースボール』阪神タイガース徹底応援キャンペーン」（セ・パ交流戦終盤の6連戦中継で展開されていたキーワード付き現金プレゼント企画）最後の対象カードであった前週（12日）のオリックス対阪神戦（京セラドーム大阪）ラジオ中継（実況：福井治人）で解説を務めた際に、「中継内のランダムなタイミングで解説者が1回だけ発表する文字3つをつなげたキーワードの記載」がプレゼント応募の条件に定められていたにもかかわらず、最後（3個目）の文字を発表した流れで本人曰く「リスナーへのサービス」として「キーワード」自体を言ってしまったことによる。
当番組の年内最終回（12月31日）では、2022年内に「起訴」を免れた中邨の実況から、解説者と同じタイミングで言葉を発してしまったシーンに特化した「交通渋滞スペシャル」を放送。当日は桧山も全編にわたって出演していたことから、エンディングの間際には、「女刑事・林智美」（「荷物が多い」とされる中邨のカバンの中身を林が「刑事」・桧山が「警部」に扮して抜き打ちで調べる特別企画）も実施した。

##### 2023年
中邨が前年（2022年）より早く『ABCフレッシュアップベースボール』の中継で阪神のレギュラーシーズン開幕第2カード（4月4日からマツダスタジアムで組まれていた広島との3連戦＝5日の第2戦は雨天で中止）全試合を実況していたことを受けて、同月8日放送分から「女検事・林智美」を復活。6月5日の阪神対ロッテ戦（甲子園）中継が「俎上」に挙がった7月29日放送分では、中邨に加えて、解説を担当していた福本が「（中継でのトークが）ちょっと自由すぎる罪」で起訴されていた。
この年は例年以上に「起訴」の件数が多く、日本シリーズ（中邨は第2戦のラジオ中継を実況）が終了するまでに「審理」を完了できなかったため、シリーズ閉幕の翌週（11月18日放送分）からは（中邨が休演した12月16日を除いて）「雄ちゃんのおしゃべり宝箱」内でも放送している。さらに、「ABCラジオ スペシャルAREウイーク」期間中の12月9日放送分で吉田を「雄ちゃんのおしゃべり宝箱」と当コーナーのゲストに迎えた際には、過去に「起訴」された中邨の実況・吉田の解説音源を両コーナーで改めて再生。

##### 2024年
阪神における2023年レギュラーシーズン最終戦（雨天中止分の振り替え開催扱いで10月4日に神宮球場で組まれていたヤクルトとのナイトゲーム）ラジオ中継（解説：下柳、編成上の事情からベンチリポーターは未配置）における中邨の実況を同年内に「審理」できなかったため、初回（1月6日放送分）から「審理」を再開した。
中邨にとって2023年最後の野球実況は日本シリーズ第2戦（10月30日に京セラドーム大阪で組まれていたオリックス対阪神のナイトゲーム）におけるラジオ中継であったが、日本シリーズ独特の事情（NPBによる著作権の一括管理など）を踏まえて、当コーナーではこの試合の「審理」を見送った。この試合を除いても、2023年内に「起訴」されていた中邨の実況に対する「審理」が完了しなかったため、3月2日からは「未審理」の同録音源から一部を流す「蔵出しスペシャル」を4週にわたって放送。結局、2023年度には1年を通じて、「女検事・林智美」をほぼ毎週編成する羽目になった。
2024年のNPBレギュラーシーズン開幕日が3月29日（金曜日）に組まれていたことや、中邨によるレギュラーシーズン最初の実況が4月10日（水曜日）の『ABCフレッシュアップベースボール』（甲子園球場での阪神対広島ナイトゲーム中継＝RCCとの2局ネット）で予定されていたことから、3月30日と4月6日に「女検事・林智美　2023年度あかんデミ～大賞」を選考。（2022年度以前を含む）過去の放送分の同録音源から26本の「ノミネート作品」（「解説者部門」「例え部門」「名前部門」「放送事故?部門」で各3本・「心の声部門」「交通渋滞部門」で各4本・「流行語部門」で6本）を3月30日に「雄ちゃんのおしゃべり宝箱」との2部構成で発表した後に、「以上の26本から『面白い』と感じられた作品を、1人につき3本選ぶ」という条件で、リスナーから電子メールとFAXで投票を受け付けた。そのうえで、得票数で上位5本の作品を、「ベスト5」として4月6日の放送で発表。吉田を「スペシャルゲスト」としてスタジオに迎えていた2021年6月12日（「ABCラジオ リスナー大感謝まつり～交流戦スペシャル～」期間中の）放送分からの「ノミネート作品」（「好きな夏野菜は何か?」という中邨の5年来の疑問に吉田があっさりした口調で「トマト」と答えるまでのやり取りを収めた音源）の得票数が最も多かったため、この作品を「大賞」に決定した。なお、投票へ参加したリスナーに対しては、桧山による「ポンコツ被告」（中邨）のイラストを用いたステッカーに中邨の直筆によるサインを添えて抽選で3人に贈呈している。

#### ともミラクル☆クッキング
2017年1月21日放送分から、不定期で9時台の後半に放送。リスナーからのメッセージを基に、「見た目や世間でのイメージと違って意外に合う」とされる2種類の飲食物の相性を、放送中の試食を通じて中邨と林が検証する。ただし、コーナータイトルに林の名前（ともみ＝智美）が入っているにもかかわらず、実際には林が女性スタッフに試食用の調理を任せている。
前述した「女検事・林智美」を休止するプロ野球のオフシーズンには、同コーナーに代わって毎週放送。2019年度以降のプロ野球シーズンには、5回放送される月に、「雄ちゃんのおしゃべり宝箱」第5週の企画へ組み込まれている。2023年の1 - 3月には、検証の対象を麺料理に絞っていることから「ともミラクル麺職人」というタイトルで放送。

#### その他の主なコーナー
☆：『ようこそ!』から継承

- ABCニュース☆ - 7時台（7:15頃）と8時台（8:50頃）に1回ずつ放送
  - 2014年9月27日までは7時台前半（オープニング直後）・8時台前半・9時台前半の3回、2016年3月26日までは8時台前半・9時台前半の2回、以降は2024年9月28日まで7時台後半（オープニング直後）と9時台前半に1回ずつ放送していた。
    - 2012年9月30日放送分までのニュースでは、ABCラジオの平日6時～11時台の生ワイド番組と同様に、担当のアナウンサーを「ニュースデスク」と称していた。
    - 1回目の放送枠では、担当のアナウンサーが中邨らとの間でメッセージテーマにちなんだ短めのトークを展開してから、ニュースを伝えていた。2016年4月2日放送分からは、「朝刊拾い読み」を復活させたため、1回目のトークパートと8時台の放送枠を廃止。担当アナウンサーは基本としてストレートニュースだけを伝えるようになったが、放送週や担当者によっては、前述したように（「サクスポ」→）「サクすぽ」内でアフタートークを展開することがある。
- ABC交通情報☆ - 7時台・8時台・9時台に1回ずつ挿入
  - 7時台は『ABCニュース』と「サクすぽ」の間、9時台は「ABC天気予報」の直後に番組開始の当初から放送している。2023年10月から2024年9月までは、8時台の中盤（桧山が「俺をしんじろー!!」までの出演を終えて一旦中座した直後）にも挿入。
- 街ぶらプレゼント - 後述する「ぱちぱちプレゼント」を引き継いだ企画で、中邨が（旅行先やスポーツ中継での出張先など）行く先々で見付けた名産品や、その場所にちなんだ飲食物から1品を対象に2022年から実施。このような飲食物を出演者が放送中に試食・試飲したうえで、ハガキで応募したリスナーから抽選で若干名に進呈する。2024年9月28日までは8時台の前半（「サクスポ」）に組み込まれていて、応募の方法をメールに限っていた。翌週（10月5日）以降は、8時の時報前に放送。同日のみ、郵便料金の値上げ（10月1日）に伴う特例措置として、メールやFAXでも応募を受け付けていた。
- おはがき大賞 - 週替わりのテーマに沿ったメッセージをハガキ限定で受け付けたうえで、その一部を紹介。後述する「ぱちぱちプレゼント」から「ぱちぱち（8:08スタート）」という構成を引き継いだ企画として、2022年1月8日から放送されている。
- 今日のアニソン - 「桧山の俺をしんじろー!!」を休止する場合を中心に、不定期で放送。1970～80年代のテレビアニメの主題歌（アニメソング＝アニソン）を、中邨の解説とともに1曲流す。
- ABCラジオショッピング
  - 2024年9月28日までは、『ようこそ!』に続いて9時台の後半に放送。2013年4月からは一時、「快適生活ラジオショッピング」というタイトルで、『ようこそ!』に続いて内田香織が「ショッピングアドバイザー」として商品の紹介を担当していた。その後は、ショップジャパンの担当者が電話で出演。一時休止していたが、2018年4月から、「快適生活ラジオショッピング」[33]を再開した。ちなみに、「快適生活ラジオショッピング」への移行後は、「女検事・林智美」を休止したうえで9時台の後半に（スポットCMをはさんだ）2部構成で放送する日があった。
  - 2024年10月4日以降は、9:30で生放送を終えることに伴って、「快適生活ラジオショッピング」の放送枠を9時の時報明けに繰り上げている。
- ABC天気予報☆ - 7時台の終盤（「雄二ジャーナル」の直後）・9時台の前半（「ABC交通情報」の直後）に放送。
  - 『ようこそ!』に続いて林が担当していて、2024年9月28日までは8時台（8:15頃）と9時台の前半にも放送。8時台（2024年10月以降は7時台）の天気予報にはウクレレの独奏による「ウルトラマンの歌」のインストゥルメンタル・バージョン、9時台の天気予報にはオカリナによる「いつも何度でも」（『千と千尋の神隠し』の主題歌）の独奏音源をBGMに用いている。さらに、、林はオープニングトークの中でも天気予報を伝えている。
- 来週のサクサク土曜日 →　この後のABCラジオ
  - 「この後の『サクサク土曜日』のラインナップ!」と同じパターンで中邨が担当するコーナーで、2016年11月12日からエンディングの直前に放送。「来週のサザエさん」（『サザエさん』内で放送される次回予告）と同じ構成・BGMを用いる。「来週のサザエさん」と同じく、放送上は3本の予告を入れているが、2018年3月までは3本目を「中邨雄二　スタッフにお年玉を配る」という架空の予告で統一していた。
  - 2017年4月1日放送分までのタイトルは「来週のサクサク土曜日」で、当番組での次回の予定を紹介していた。同月8日放送分から「この後のABCラジオ」に改題したことを機に、後枠番組『征平・吉弥の土曜も全開!!』での放送予定を、コーナーの冒頭で伝えるようになった。

2019年10月以降の原則として第1週には、「朝日放送ラジオ番組審議会からのお知らせ」を、9時台の後半（「快適生活ラジオショッピング」の直後）に放送（前月で終了した『八塚彩美の彩りラジオ』から継承）。放送前月の番組審議会で取り上げられた番組名と、番組審議委員から寄せられた意見を、中邨が生放送で紹介している。ただし、意見を述べた審議委員の氏名は放送上伏せられていて、その意見に対応した番組関係者も「担当者」と総称している。
- 2022年10月の番組審議会では当番組が審議されていたため、公平性を留保すべく、審議の概要を当番組内ではなく『武田和歌子…and music。』（11月6日の日曜日放送）で武田から紹介[34]。2023年12月には、『浦川泰幸の健康道場プラス』に対する審議の概要を第3週（中邨が休演していた16日）に取り上げることが当初から決まっていたため、パーソナリティ代理の伊藤から報告された[35]。

### 過去
- Welcome to Inaba～ゆったり　ほっこり　とっとり～☆- 当番組の開始当初は放送していなかったが、2012年3月から隔週で復活。『ようこそ!』と同じく9時台後半の期間限定放送で、鳥取市を含む鳥取県東部（旧因幡国）の観光情報を、現地の関係者と電話をつなぎながら紹介していた。
- 雄ちゃんのoh!ソレ見たんか - 林の進行で、番組開始から2012年8月25日まで9時台の前半に放送。ある1年をテーマに、その年の主な出来事を、当時のヒット曲とともに振り返っていた。テーマによっては、当時を象徴するグッズを紹介することもあった。
- 林智美のサクサク情報　- 不定期で9時台の前半に放送。林が毎年参加しているSUMMER SONIC大阪公演（朝日放送協賛）などの情報を、林の進行で紹介した。
- サクサク 9時からリクエスト - 2012年12月8日に9時台の前半に放送。中邨・林によるトークが大半を占める当番組では珍しく、リスナーから（アニソンを含む）楽曲のリクエストを募集したうえで、9時以降にリクエスト曲の一部を流した。しかし、トーク主体の放送内容を楽しみにしていたリスナーからの評判が芳しくなかったため、1週だけで終了した。後述の川柳のみならず番宣でもこの一幕をネタにしていたことがある。
  - 当番組と『土曜も全開!!』の特集が組まれた2020年9月分のABCラジオタイムテーブルでは、中邨のスタジオ入りの模様を映した写真（トレードマークであるピンク色のジャケット姿）を用いた表紙に、上記の実態を踏まえた川柳（「番組で　曲をかけたら　苦情きた」）が添えられている。
- サクサク・バラエティーゾーン～中邨兼好～ - 2012年9月4日から2014年3月29日まで、9時台の前半に放送。兼好法師が「徒然草」で記したように、中邨が好きなことを時間の許せる限り語っていた。トークの内容は週によって異なるが、好きな文学作品を暗誦したり、世間で話題の小説の冒頭部分を朗読したりすることもあった。桧山のレギュラー加入を機に、「雄ちゃんのおしゃべり宝箱」へ吸収させる格好で終了。
- Joshinお役立ち劇場 - 上新電機の1社提供コーナーで、2013年4月から「快適生活ラジオショッピング」の直後に放送。同社が推奨する最新の家電製品を、中邨・林による寸劇を通じて毎週1品紹介していた。ただし、ラジオショッピングとは連動していない。ちなみに同社は、当コーナーを開始するまで、「サクスポ!」のスポンサーに付いていた。
- トミーの朝ごパン!! - 「トミー」こと林がメインで進行していたコーナーで、リスナーから寄せられたレシピを基に林が調理。中邨に実食させたうえで、林が自分のレシピに入れるかどうかを評価する。林が独身だった2014年3月1日から、結婚後の2016年11月12日まで8時台の後半に放送。2014年2月1日の放送で「食パンに何を乗せたらおいしいのか?」というリスナーからの疑問を検証したところ、リスナーからの反響が大きかったため、当時8時台の後半に放送されていた「雄ちゃんのおしゃべり宝箱」を短縮したうえで放送を開始した。なお、「サクサク日記」では、当コーナーで紹介したレシピを随時公開。『正義のミカタ』の放送を休止する場合に、通常は「桧山の俺をしんじろー!」まで出演する桧山が、当コーナーへ特別に登場することもあった。ちなみに林は、当コーナー終了後の2016年11月26日放送分で、「今後は（当番組内で）自分の名前が付いたコーナーを担当しない」という意向を表明。しかし実際には、2017年に入ってから、「ともミラクル☆クッキング」や「女検事・林智美」を放送している。
- この後の『サクサク土曜日』のラインナップ! - 2015年7月から2024年9月まで、7時台の交通情報終了後・8時台の「雄二ジャーナル」後に挿入。『サザエさん』の劇中BGM（オカリナがメインのもの）を流しながら、中邨が後続コーナーの概要を紹介していた。表向きには、林が放送時間とコーナー名を言った後に、BGMが流れ終わるまでに中邨が概要をすべて伝えることになっていた。しかし、中邨が台本にない台詞を多く詰める傾向があるため、実際には上記の条件どおりに収まらないことが多かった。
- 9時なう - twitterで一時多用されていた「なう」という表現にちなんだ投稿コーナーで、「サクサク 9時からリクエスト」の後継企画として、2012年12月15日から2019年3月30日まで9時の時報明けに放送。午前9時の時点での様子や予定に関する「～なう」という文体の投稿をtwitter上の"#（ハッシュタグ）sakusakuyuji"などから受け付けたうえで、9時の時報明けにまとめて紹介しながら、中邨と林が妄想トークを繰り広げていた。オープニングテーマには薬師丸ひろ子の楽曲「あなたを・もっと・知りたくて」を使用。メッセージ募集の際に（放送週で話題になったニュースにちなんで）「～という『9時なう』」という文言を必ず入れたり、タイトルコールやメッセージ紹介で「なう」の部分を強調したり、メッセージを紹介する前に中邨が仮面ライダー風に「トォ～!」と叫ぶSE[36]が入ることが特徴であった。2018年5月頃からは、「特選なう」と称して1つの「なう」だけを紹介。一時は、「9時なう」の代わりに、「謝罪会見のコーナー」（リスナーが謝罪したいことを中邨・林のいずれか1人が記者会見風に謝罪するコーナー）を放送していた。なお、2024年5月4日（みどりの日）には、「9時川」に代わって「9時なう」を5年1ヶ月振りに放送。
- ぱちぱちプレゼント - 2013年10月から8時の時報明け、2019年4月6日からはコーナー名の「ぱちぱち」にちなんで8:08（8時8分）に放送。「早起きはプレゼントの得?」という触れ込みで、中邨がスポーツアナウンサーとして出張した際のお土産など[37]を、希望するリスナーに抽選で進呈していた（応募はハガキ限定）。コーナー開始時には出演者がテーマ曲『パチパチ パレードっ!』に合わせて手拍子をすることが特徴で、2022年1月1日の新年特別番組『2022新春スーパーワイド　サクサク土曜日中邨雄二です』まで放送。
- 中邨雄二のお店探訪 - 朝日放送グループ本社の近辺（大阪市福島区内）で営業している喫茶店から「経営が苦しいので中邨に来て欲しい」というメッセージが寄せられたことをきっかけに立ち上げられたロケ企画。中邨・林が当該店舗を2018年2月3日の本番後に訪れた際の音源を、翌週（10日）に放送した。当初は同様の境遇に陥っている店主からのリクエストを受けてのシリーズ化を計画していたが、実際には「サクサク 9時からリクエスト」に続いて1回で終了。2022年1月29日の「バック・トゥ・ザ・サクサク」で、上記2日分のダイジェスト音源が放送された。

### 内包番組
放送時期によっては、在京ラジオ局（ニッポン放送・TBSラジオ・文化放送）制作のスポンサー付き箱番組を、1コーナー扱いで内包。いずれの番組も、放送の前後には紹介のアナウンスを入れない代わりに、ABC側でスポットCMをはさんでいる。

過去
- 森崎友紀のおはよう!Yu-Kitchen☆ - 2011年4月から文化放送の制作で始まった10分番組で、タイトルのYu-Kitchenを（森崎の名前にちなんで）「ユキッチン」と読ませた。『ようこそ!伊藤史隆です』と同じく、当番組では8時台の後半（「雄ちゃんのおしゃべり宝箱」の直後）に時差ネットで内包していた。なお、ABCラジオでは、2012年4月から2013年2月まで独立番組として毎週日曜日の7:05 - 7:15に編成。2014年4月から9月までは、後身番組『森崎友紀のおはよう!Happy Yu-Kitchen☆』を、毎週土曜日の6:30 - 6:40に放送していた。
- 証券知識普及プロジェクトpresents あなたに＋PLUS!資産運用 - 『土曜朝イチエンタ。堀尾正明+PLUS!』（TBSラジオ制作）内で、2012年10月7日から12月29日まで全13回放送。当番組では、9時台の後半に時差ネット形式で内包していた。
- 家族に＋PLUS!三世代ディズニー - 上記の『堀尾正明+PLUS!』内で、2013年1月5日から3月30日まで放送。当番組では、『あなたに＋PLUS!資産運用』と同じく、9時台の後半に時差ネットで内包していた。
- 廣森知恵子のビューティフルウイークエンド - 2014年4月19日から10月24日まで、9時台の後半に内包していたニッポン放送制作の5分番組。ビューティプロデューサーの廣森知恵子が、同局アナウンサー（当時）の新保友映を相手に、美容、健康、ファッションなどの情報を紹介した。当番組や制作局のニッポン放送[38]以外にも、STVラジオ・東北放送・中国放送・九州朝日放送・琉球放送の各局でも、箱番組として土曜日（東北放送のみ日曜日）の午前中に放送していた。

## 番組グッズ
- サクサクステッカー

番組開始から2013年6月までは、放送中に紹介したメッセージを投稿したリスナーに対して、番組のタイトルと中邨の似顔絵を入れた「サクサククリップ」を進呈していた。
毎年11月下旬に甲子園球場で催される「阪神タイガースファン感謝デー」に朝日放送が協力していることから、同イベント開催直後の放送では、イベントで松村邦洋が着用した阪神関係者の直筆サイン入りユニフォーム1着を、希望するリスナーから抽選で1名に進呈する。
2019年4月からは、ステッカーを12種類（レギュラー3種類・スペシャル9種類）に増やしたうえで、メッセージが紹介されたリスナーにランダムで1種類をプレゼント。桧山のイラストが描かれたステッカーや、あえて少なく作ったレアステッカーも含まれている。
- 桧山画伯のイラスト入りカレンダーポストカード

桧山が当番組への出演中に描いたイラストを使用したポストカードで、2021年6月12日放送分から番組グッズに追加。1週間分のカレンダーが印刷されている。

## 特別番組・企画
- 2015年6月から2016年6月までの「ABCラジオ　やったるDAYS（スペシャルウィーク）」期間中には、「ひやまつり」（桧山の名前・出演者の特技にちなんだ事前収録のリスナー参加企画）を実施していた。
  - 第1回「ひやまつり第1弾」（2015年6月）：リスナーから家族単位での参加を呼び掛けたうえで、抽選で1家族を、当番組のスタジオ観覧に招待[40]。
  - 第2回「おでかけ甲子園」（2015年6月）：希望するリスナーから抽選で決めた1つの家庭で、阪神戦のテレビ中継を、中邨・桧山コンビが即興で実況[41]。
  - 第3回「桧山画伯がゆく!」（2015年12月）：桧山が描くイラストへのリクエストをリスナーから募った後に、抽選で決めたリスナーの自宅で、そのリスナーのリクエストを基に描いたイラストの色紙を桧山が直々に贈呈[42]。
  - 第4回「中邨雄二の俺にかかってこい!」（2016年6月）：「カラオケが得意」と豪語する中邨が、希望するリスナーとカラオケボックスで対決（事前収録）。中邨自身の十八番である「望郷じょんから」（細川たかし）と、番組スタッフが指定した「ミ・アモーレ」（中森明菜）を課題曲に、採点機能付きカラオケで得点を競い合った[43]。また、ダイジェスト音源の放送（2016年6月18日）に先駆けて、中邨が歌った上記2曲の中の最高得点をリスナーに予想させるプレゼント企画も実施した。
  - 「ひやまつり」扱いではないが、2019年6月の「ABCラジオ　スペシャルウィーク」では、桧山がボウリング1ゲーム（同月8日の本番後に収録）で記録したスコアをリスナーに予想させる特別企画を実施。予想が的中したリスナーに、スコア×50円分相当（端数切り上げ）の商品券を進呈している。桧山は収録前に「150以下のスコアを出さない」と豪語していたが、実際のゲームで150未満ののスコアが出てしまったため、いわゆる「泣きの1回」方式で1ゲームを追加。追加分のスコアを、予想の対象に急遽加えている。
- 2015年11月15日（日曜日）には、「創立65周年記念 ABCラジオまつり2015」の公開生放送企画として、当番組と同じく"がらぱ"がプロデュースする『とことん全力投球!!妹尾和夫です』との合同特別番組『まつりだGOGO! サクッと全力投球』を12:30 - 13:25に放送[44]。両番組以外からは関根友実（当時は『ドッキリ!ハッキリ!三代澤康司です』木曜日のパートナー）が進行役として出演した。
- 2016年3月13日（日曜日）には、「創立65周年記念 ABCラジオ スプリングフェスタ2016」のステージ企画として12:30より万博記念公園・下の広場にて『サクサク土曜日 中邨雄二です 桧山画伯が万博にやってきたスペシャル』を実施[45]。桧山は12:00よりお祭り広場にて実施の『プロ野球開幕直前!!今年はどやねん?阪神タイガース超変革な緊急座談会!!祝ワイドFMスタートスペシャル!!』を終えてから、同イベント司会の伊藤とともに途中から参加した。
- 2017年12月以降の「ABCラジオ　スペシャルウィーク」中の放送では、「女検事・林智美」のリスナーバージョンとして、「アカンおとん選手権」を一時開催。「アカン（『ダメだ』というニュアンスの関西弁）」と思える「おとん」（夫や父親を意味する関西弁）のエピソードをリスナーから募集したうえで、受け付けたエピソードの一部を放送で紹介する。最後に、「『アカンおとん』の代表」と称する中邨が、最も強く印象に残ったエピソードを「大賞」に選定。該当するエピソードを投稿したリスナーに、賞金1万円を贈呈していた。
  - 「ABCラジオ　スペシャルウィーク」という名称が「ABCラジオ　リスナー大感謝まつり」に変更された2020年度以降は、期間中に別の企画を編成。ABCラジオでは、その企画の放送2 - 3週間前から放送の前日まで、中邨が『宇宙戦艦ヤマト』風にナレーションを入れたカウントダウン（「あと○日」という）方式の告知CMを毎日数回流している。
- ABCラジオの『土曜スペシャル』（21:30 - 22:00）のうち、2019年4月20日・27日放送分では、通常は楽曲を流さない当番組からの派生企画として『林智美のremember the time　あの時を忘れない』を編成。当番組を通じてリスナーや関係者（中邨や北條など）からリクエストを受け付けた「思い出の楽曲」の一部、関係者からのコメント、「伝説」とされるコンサートにちなんだエピソード、そのコンサートに関わったアーティスト・グループ・バンドの代表曲を、昭和時代（20日）と平成時代（27日）に分けて紹介している。
- 2020年3月9日（月曜日）の1:05 - 1:35（8日の25:05 - 25:35）には、『サクサク土曜日Annex 朗読レストラン』という特別番組を放送。中邨が所属する朝日放送テレビアナウンサー室を代表して、堀江政生・武田和歌子・津田理帆の各アナウンサーが1作品ずつ朗読を披露するとともに、朗読作品に見合ったワインを「ムッシュ・ムラムラ」というソムリエに扮した中邨が紹介した。
  - この番組の反響が大きかったことを受けて、当番組でも2020年9月26日から、「雄ちゃんの朝の朗読カフェ」というスピンオフ企画を「雄ちゃんのおしゃべり宝箱」内で月に1回（主に最終週で）放送。部下に当たる朝日放送テレビアナウンサー（初回は澤田有也佳）による朗読の収録音源を流した後で、朗読したアナウンサーが生放送（主に電話）か事前収録[46]で出演する。ちなみに、中邨は『朗読レストラン』時代から、朗読作品や朗読者の選定にも携わっている。
- 中邨は2021年1月11日（月曜日・成人の日）に、伊藤史隆と揃って、「トラッキーズ」という名義でチキンジョージ（神戸市中央区のライブハウス）のステージ（年に1日だけ開催される「チキンジョージ新年会 素人演芸会」）に出演。『夏の終りのハーモニー』（井上陽水・玉置浩二）を伊藤とのデュエットで披露した（中邨はメインボーカルを担当）[47]。当番組では、同月16日の「雄ちゃんのおしゃべり宝箱」で、『夏の終わりのハーモニー』とアンコールで『冬の稲妻』（アリス）を歌った際の同録音源を特別に流した。ちなみに、『伊藤史隆のラジオノオト』（伊藤が2017年度から2022年度まで主にナイターオフ期間の火 - 金曜日の夜間に担当していた生ワイド番組）でも、14日（木曜日）に『夏の終りのハーモニー』、19日（火曜日）に『冬の稲妻』の同録音源を放送。
- 2022年には元日（1月1日）が土曜日であったことから、朝日放送ラジオでは『新春スーパーワイド』（2012年以降で元日が日曜日と重ならない年の元日の早朝5時台から午前中にかけて生放送で編成している新春特別番組）の放送枠を例年より遅い時間帯（7:30 - 12:00）に設定したうえで、中邨・林・桧山の出演による『2022新春スーパーワイド サクサク土曜日中邨雄二です』として放送。桧山は10:00までの出演で、10時の時報明けからは、中邨の龍谷大学の先輩に当たる畑中ふうをゲストに迎えた。畑中は、2部構成で9時台と10時台に放送された「雄ちゃんのおしゃべり宝箱」で『三国志』のナレーションも担当。
- 「雄ちゃんのおしゃべり宝箱」内で月に1 - 2回放送される「みんな大好き三国志」では、伊藤史隆が前日（金曜日）深夜からの宿直勤務で番組内の『ABCニュース』を担当する日で重大なニュースが発生していない場合に、本人が2023年12月23日放送分から朗読へ参加。2024年6月8日放送分からは、後輩アナウンサーの藤崎健一郎も、番組内の『ABCニュース』を担当するたびに「みんな大好き三国志」で複数の役柄を演じ分けている。
  - 伊藤によれば、「みんな大好き三国志」へ参加するようになったきっかけは、「（公の活動における自身の）名前の読み方（しりゅう）が同じ『趙子龍』（ちょうしりゅう＝趙雲）の役を演じて欲しい」という中邨からの打診を受けたことにあるという。もっとも、参加を重ねるにつれて、「中邨からのリクエストを受けて、声色を自分なりに変えながら複数の役を演じる」というパターンが定着。2024年5月25日放送分では、「1人3役」（張飛・張郃・農民役）を初めて任されたことから、放送上のコーナータイトルが「史隆ちゃんのおしゃべり宝箱」に変更された。ちなみに伊藤は、番組内の『ABCニュース』と「みんな大好き三国志」への参加が決まっている場合に、「重大なニュースが宿直勤務中に入らない限り、（朝日放送グループの本社内に設けられている宿直担当者専用の）仮眠エリアで朗読に向けた『役作り』に1人で励んでいる」とのことである。
  - 「ABCラジオ　交流戦ウィーク2024」期間中の6月15日には、中邨・伊藤・桧山に真弓明信（阪神OBの朝日放送テレビ野球解説者）を加えた「スペシャル三国志」を「雄ちゃんのおしゃべり宝箱」内で放送。真弓が「主役」に当たる劉備元徳、桧山が厳顔、伊藤が黄忠と張郃を演じたほか、中邨も粗筋の紹介をはさみながら他の役（趙雲など）に扮していた。
    - 伊藤は当日の『ABCニュース』を担当していて、通常は「9時川」で出演を終える桧山も、この日は出演の時間帯を特別に延長した。ちなみに、当番組が「交流戦ウィーク2024」を前に制作した番組宣伝用のラジオCMには、「三国志の合戦シーンを、中邨と桧山が臨場感に満ちた朗読で再現する」との演出が為されている。
    - 真弓は『征平・吉弥の土曜も全開!!』と共通の「スペシャルゲスト」で、当初は「サクスポ」と「女検事　林智美」にのみ登場したうえで、『土曜も全開!!』のオープニングトークへ参加することを想定していた。一方の中邨は、「スペシャル三国志」の告知（6月8日放送分）に際して、「本人に承諾を得ていないので、放送中に交渉する」との条件付きで真弓が参加することを公表。6月15日の「サクスポ」の中で、真弓に対して「スペシャル三国志」への参加を打診した。真弓は、突然の打診に「（自分に割り当てていた役を含めて中邨が）何役も演じればいいのではないか?」と応じていたものの、結局は中邨からの説得を受け容れたうえで朗読に参加している。

  - 2024年7月の「雄ちゃんのおしゃべり宝箱」では、本来第1週に編成している企画（「おバカ珍回答クイズ」）と放送順を入れ替える格好で、「みんな大好き三国志」を第1週（6日）に放送。当日は中村想人（同年に朝日放送テレビへ入社したアナウンサーの1人）が番組内の『ABCニュース』を7時台・9時台とも担当していたが、藤崎も上司の立場でスタジオに控えていたため、2人とも「みんな大好き三国志」の朗読に参加した。同局の新人アナウンサーが「みんな大好き三国志」に出演することは、この日の中村が初めてで、藤崎は前月（6月15日）に伊藤・真弓・桧山へ割り当てられていた上記の役柄を1人で演じ分けていた。
- 2024年9月15日（日曜日）には、神戸新開地・喜楽館で『日曜だけどサクサク土曜日　中邨雄二です in 喜楽館』（公開収録を兼ねた有料のトークイベント）を午前中に開催。当番組から中邨・林・桧山が出演したほか、同館の支配人でもある伊藤史隆が「スペシャルゲスト」として登場した。ちなみに、当番組における最初の告知日（同年8月3日）の本番終了直後（10:00）からチケットぴあと喜楽館の窓口でチケットを発売したところ、いずれも当日の夕方までに完売。同館では開催の1週間前（9月8日（日曜日）に追加のチケット（10枚）を窓口限定で急遽売り出したものの、翌日の午後に売り切れている。
  - 当番組が主催するリスナー参加型のイベントは『日曜だけどサクサク土曜日　中邨雄二です in 喜楽館』が初めてで、ラジオでの放送と同じく、「9時川」（実際のタイトルは「10時52分川」）や桧山への似顔絵リクエスト企画が組まれていた。このため、イベント前日（9月14日）の当番組では、「チケットを購入済みのリスナーに対して、このような企画への投稿や出演者へのメッセージを開演までに当番組のメールアドレスに送ることを、中邨が生放送中に推奨する」という一幕があった。なお、同月21日の「雄二ジャーナル」では、イベントを収録した音源の一部（「10時52分川」や出演者一同による『六甲おろし』の熱唱など）を放送。